# Порт-Грем (Аляска)
Порт-Грем (англ. Port Graham) — переписна місцевість (CDP) в США, в окрузі Кенай штату Аляска. Населення — 162 особи (2020).

## Географія
Порт-Грем розташований за координатами 59°20′23″ пн. ш. 151°50′47″ зх. д. / 59.33972° пн. ш. 151.84639° зх. д. (59.339790, -151.846501).  За даними Бюро перепису населення США в 2010 році переписна місцевість мала площу 16,54 км², уся площа — суходіл.

## Демографія
Згідно з переписом 2010 року, у переписній місцевості мешкало 177 осіб у 79 домогосподарствах у складі 50 родин. Густота населення становила 11 осіб/км².  Було 108 помешкань (7/км²).
Расовий склад населення:
| - 71,2 % — корінних американців - 8,5 % — білих - 1,1 % — чорних або афроамериканців |

До двох чи більше рас належало 19,2 %. Частка іспаномовних становила 0,0 % від усіх жителів.
За віковим діапазоном населення розподілялося таким чином: 26,6 % — особи молодші 18 років, 61,5 % — особи у віці 18—64 років, 11,9 % — особи у віці 65 років та старші. Медіана віку мешканця становила 30,3 року. На 100 осіб жіночої статі у переписній місцевості припадало 129,9 чоловіків;  на 100 жінок у віці від 18 років та старших — 136,4 чоловіків також старших 18 років.
Середній дохід на одне домашнє господарство  становив 38 884 долари США (медіана — 30 000), а середній дохід на одну сім'ю — 49 271 долар (медіана — 40 500). Медіана доходів становила 33 750 доларів для чоловіків та 38 125 доларів для жінок. За межею бідності перебувало 28,2 % осіб, у тому числі 26,7 % дітей у віці до 18 років та 14,3 % осіб у віці 65 років та старших.
Цивільне працевлаштоване населення становило 86 осіб. Основні галузі зайнятості: публічна адміністрація — 43,0 %, фінанси, страхування та нерухомість — 16,3 %, освіта, охорона здоров'я та соціальна допомога — 15,1 %.